# 甲州市民文化会館
甲州市民文化会館（甲州市中央公民館）は山梨県甲州市にある文化施設。1階には甲州市立塩山図書館が併設されている。

## 概要
元塩山市民文化会館（中央公民館）。2005年に塩山市・勝沼町・大和村が市町村合併により甲州市になるとともに改称された。生涯教育の拠点施設として、演劇、コンサート、映画会、講演会など、さまざまな催しが開催されている。

## 施設
- ホール、楽屋
- 音楽室
- 大会議室
- 小会議室（第1、第2、第3）
- 研修室
- 児童室
- 料理実習室
- 工芸室
- 茶会室
- 歴史民俗資料室
- 駐車場（塩山図書館、塩山西公民館利用者駐車場と兼用）

## 所在地
- 甲州市塩山上塩後240
- JR塩山駅南口より約1.4㎞